# 华商报 (香港)
《华商报》是在1941年4月8日由韬奋、范长江、胡仲特领导在香港创办的一份统一战线报纸，因太平洋战争爆发，香港沦陷，当年12月12日停刊。日本投降後，经广东省委饶彰风和连贯的努力《华商报》於1946年1月4日復刊，董事长为香港华比银行华人副经理邓文田，总编为刘思慕，总经理为中国民主同盟负责人萨空了，主笔夏衍，社委包括连贯，饶彰风，夏衍，乔冠华等人。该报親共，反对蒋介石。1949年10月15日停刊，停刊后60多名报社职工前往广州筹办《南方日报》。